# The Piass
The Piass (яп. 妃阿甦 piasu) — японская хейткор/трэш-метал группа, признанная  одной из старейших групп жанра Visual Kei. Коллектив приобрел печальную известность после смерти большей доли членов первого состава. Наряду с этим, группа также славится основанием жанра Kurafu-Kei совместно с группой Anti Feminism, в которой лидер The Piass, Takayuki, с 1998 по 2006 имел роль соло-гитариста.
The Piass — часто узнаваемая группа на инди-сцене, образованная в Sapporo и записывающаяся в Anarchist Records. Неизвестно, когда первый состав The Piass впервые собрался вместе, однако есть информация о том, что они уже были в 1993 году.
Первый состав выглядел так: вокал — Chihiro, гитара — Takayuki, бас-гитара — Yoshio, ударные — Hiroshi. В 1995 году они записали альбом «ryouki kousatsu chissoku-shi», занявший 11 место в Oricon Chart. 
25 октября 1995 Chihiro и Hiroshi погибли, спрыгнув с моста (в перерыве между съёмками клипа). На этот счёт ведутся споры в связи с тем, что неизвестно, был это несчастный случай или намеренное самоубийство. В 1997 году случилось второе несчастье — Yoshio покончил жизнь самоубийством.
В 1998 году Takayuki набрал новый состав, который выглядел следующим образом: вокал — Kirala, гитара — Takayuki, бас-гитара — Ruiji, ударные — Shizuki. Второй состав, по мнению фанатов, кардинально отличался от предыдущего. Отмечается, что звучание стало гораздо жестче, а в имидже появилось нечто в духе La’Mule.
В октябре 1999 года они записали альбом, под скромным названием «Piass», а в июле 2000 года был выпущен мини-альбом «Gekka kyoushou». Полтора года спустя, в феврале 2001, группа выпустила сингл «Aki ryuusa ~akina zuna~».
2 марта 2002 года, вокалист группы Kirala покинул группу. На его место встал Takayuki, справляясь как со всеми партиями гитары, так и с ролью вокалиста. В 2007-м в коллектив пришёл Tetsuya (вокалист Feria). Совместно с ним было записано несколько синглов и видеороликов, после чего тот завершил музыкальную карьеру.
Крайний релиз датируется 2008 годом. С тех пор группа ещё много раз полностью сменяла состав (неизменным оставался лишь только Takayuki, переходя с гитары на вокал). На момент последнего редактирования, группа «вяло, но регулярно» даёт пару концертов в год и почти не обновляет свой сайт.

## Стиль
На фоне других групп вижуала того времени, THE PIASS выделялись прежде всего агрессивностью и внешним стилем. К примеру, группа очень часто использует красный цвет в своих нарядах и кровавую тематику. Изначально коллектив играл преимущественно хейткор, но с 2001 по 2008 фокус, их творчество сместилось в сторону сильно утяжелённого трэш-метала и кроссовер-трэша.

## Состав
- Takayuki — вокал (2006—2007, 2009 — настоящее время), гитара (1990—2009)
- Chifu — гитара (2009 — настоящее время)
- Tsubaki Yunosuke — гитара (2009 — настоящее время)
- Tenteke — бас-гитара (2009 — настоящее время)
- Toro — ударные (2009 — настоящее время)

Бывшие участники
- Chihiro — вокал (1993—1995)
- Yoshio — бас-гитара (1993—1995)
- Hiroshi — ударные (1993—1995)
- Takashi — вокал (1993—1993)
- Kirala — вокал (1998—2002)
- Tetsuya — вокал (2007—2008)
- Ruiji — бас-гитара (1998—2007)
- Takahiro — бас-гитара (2007—2008)
- Junichi Nakamura — гитара (2008)
- Shizuki — ударные (1998—2007)
- Junji Tokai — ударные (2007—2008)

## Дискография
Альбомы
- Ryouki Kousatsu Chissoku-Shi (10 апреля, 1995)
- Piass (27 октября, 1999)

EP
- Geki ka kyosa (26 июня, 2000)
- Gekka kyoushou (июль, 2000)
- Dolei (29 августа 2007)
- Dolei-2ndpress- (2007)

Синглы
- EASY TRICK (2000)
- Discrimination (23 мая, 2001)
- Despair (1 мая, 2001)
- Akinazuna ~akinazuna~ (28 февраля 2001)
- Kansensho Paranoia (24 мая, 2006)

DVD
- Shiikumousou (15 ноября, 2006)
- Shiikumousou+kansensyoParanoia (3 октября, 2007)
- SM (30 апреля, 2008)

VHS
- Haiteki — Fuyuubyou (20 декабря, 2000)

Демозаписи
- The Piass (1993)
- Fat Fetishism (9 сентября, 1999)